# Pierre-Buffière (tổng)
Tổng Pierre-Buffière là một tổng của Pháp tọa lạc tại tỉnh Haute-Vienne trong vùng Nouvelle-Aquitaine.

## Địa lý
Tổng này được tổ chức xung quanh Pierre-Buffière trong quận Limoges. Độ cao khu vực này là 223 m (Boisseuil) đến 460 m (Saint-Paul) độ cao trung bình trên mực nước biển là 374 m.

## Hành chính
| Giai đoạn | Ủy viên            | Đảng | Tư cách              |
| --------- | ------------------ | ---- | -------------------- |
| 2001-2008 | Jean-Louis Nouhaud | PS   | Thị trưởng Boisseuil |
| 2008-2014 | Jean-Louis Nouhaud | PS   |                      |

## Phân chia đơn vị hành chính
Tổng Pierre-Buffière được chia thành 8 xã và khoảng 6 965 người (điều tra dân số năm 1999 không tính trùng dân số).
| Xã                       | Dân số | Mã bưu chính | Mã insee |
| ------------------------ | ------ | ------------ | -------- |
| Boisseuil                | 1 969  | 87220        | 87019    |
| Eyjeaux                  | 886    | 87220        | 87063    |
| Pierre-Buffière          | 1 106  | 87260        | 87119    |
| Saint-Bonnet-Briance     | 486    | 87260        | 87138    |
| Saint-Genest-sur-Roselle | 385    | 87260        | 87144    |
| Saint-Hilaire-Bonneval   | 691    | 87260        | 87148    |
| Saint-Jean-Ligoure       | 419    | 87260        | 87151    |
| Saint-Paul               | 1 023  | 87260        | 87174    |

## Thông tin nhân khẩu
| 1962                                                     | 1968  | 1975  | 1982  | 1990  | 1999  |
| -------------------------------------------------------- | ----- | ----- | ----- | ----- | ----- |
| 5 254                                                    | 5 759 | 5 697 | 6 102 | 6 528 | 6 965 |
| Nombre retenu à partir de 1962 : dân số không tính trùng |       |       |       |       |       |